# 하나무라 사토미
하나무라 사토미(花村 怜美, 1984년 7월 3일 ~ )는 일본의 배우 및 성우이다. 도쿄도 출신. AT프로덕션 소속.

## 약력
- 2000년에 영화 배틀로얄에서 나카가와 유카 역으로 출연하며 알려졌다. 2002년에 OVA 'Happy World!'에 출연하며 성우로 데뷔.
- 2005년에 같은 소속사인 이나무라 유나와 그룹 'sorachoco'를 결성했다.
- 2007년 3월 대학을 졸업했다.

## 출연작

### TV애니메이션
2004년
- 풍인이야기 WINDY TALES (미키)

2006년
- 갤럭시 앤제룽~ (아니스 아지트)
- 코요테 래그타임 쇼 (재뉴어리)

2009년
- 도쿄 매그니튜드 8.0 (오노자와 미라이)

### OVA
- Happy World! (엘)

### 극장판
- 초속 5센티미터 (스미다 카나에)

### 게임
- 갤럭시 앤젤II (아니스 아지트)

### 실사
- 배틀로얄 (16번 나카가와 유카)